# Ruhijärve
Ruhijärve este o arie protejată (arie specială de conservare — SAC, sit de importanță comunitară — SCI) din Estonia întinsă pe o suprafață de 87,6 ha, integral pe uscat.

## Localizare
Centrul sitului Ruhijärve este situat la coordonatele 58°00′50″N 25°30′53″E / 58.0138°N 25.5147°E.

## Înființare
Situl Ruhijärve a fost declarat sit de importanță comunitară în aprilie 2004 pentru a proteja 1 specie de animale. Situl a fost protejat și ca arie specială de conservare în iunie 2005.

## Biodiversitate
Situată în ecoregiunea boreală, aria protejată conține 1 habitat natural: Lacuri eutrofice naturale cu vegetație de tip Magnopotamion sau Hydrocharition.
La baza desemnării sitului se află o specie protejată de  pești: zvârluga (Cobitis taenia).